# Crabronidae
Famille
Les Crabronidae (crabronidés) sont une famille de guêpes dont il existe environ 9 000 espèces réparties en huit sous-familles.

## Liste des sous-familles, tribus, sous-tribus et genres
- Astatinae
  - Astata (synonyme : Dimorpha)
    - Astata boops

  - Diploplectron
  - Dryudella
  - Uniplectron
- Bembicinae[1]
  - Alyssontini
  - Bembicini
    - Argogorytina
    - Bembicina (synonyme : Stictiellina)
    - Exeirina (synonymes : Clitemnestrina, Olgiina)
    - Gorytina (synonymes : Arpactini, Hoplisini)
    - Handlirschiina
    - Heliocausina
    - Stizina
    - Trichogorytina

  - Nyssonini
- Crabroninae[2]
  - Bothynostethini
    - Bothynostethina
    - Scapheutina

  - Crabronini
    - Anacrabronina (synonyme : Karossiina)
    - Crabronina (synonymes : Lindeniina, Thyreopodina, Rhopalina, Soleniina, Pemphilidina)

  - Larrini (synonyme : Larradini)
    - Gastrosericina (synonyme : Tachytina)
    - Larrina

  - Miscophini (synonymes : Lyrodini, Sericophorini, Nitelini, Paranyssontini)
  - Oxybelini
  - Palarini (synonyme : Mesopalarini)
  - Trypoxylini (synonyme : Pisini)
- Dinetinae
  - Dinetus
- Eremiaspheciinae
  - Eremiaspheciini
    - Eremiasphecium (synonymes : Taukumia, Xanthosphecium)

  - Laphyragogini
    - Laphyragogus
- Mellininae
  - Mellinini
    - Mellinus (synonyme : Trachogorytes)

  - Xenosphecini
    - Xenosphex
- Pemphredoninae[3] (synonyme : Cemoninae)
  - Entomosericini
  - Odontosphecini
  - Pemphredonini
    - Ammoplanina
    - Pemphredonina
    - Spilomenina
    - Stigmina

  - Pemphredoninae fossiles[4]
  - Psenini (synonymes : Mimesini, Psenulini)
- Philanthinae
  - Aphilanthopini
    - Aphilanthops
    - Clypeadon (synonyme : Listropygia)

  - Cercerini
    - Cerceris
    - Eucerceris

  - Philanthini
    - Philanthina
      - Philanthus
      - †Prophilanthus[5]
      - Trachypus

    - Philanthinina
      - Philanthinus

  - Pseudoscoliini
    - Pseudoscolia